# Цветан Недков
Цветан Иванов Недков е габровски предприемач, конструирал и пуснал в производство първия стан за памукотекстилната промишленост в Габрово и в България.

## Биография
Цветан Иванов Недков е роден на 16 март 1909 г. в Габрово. Син на индустриалеца Иван Недков, брат на инж. Симеон Недков и на доц. д-р Никола Недков. Цветан Недков е възпитаник на Априловска гимназия в града, която завършва с отличие. Столичният вестник „Илюстрована седмица“ помества на 22 юли 1928 г. снимките на всички отличници във всички гимназии в България. Сред тях е снимката на Цветан Недков, заедно с тези на още трима Априловски възпитаници.
От малък Цветан Иванов Недков е активен спортист – кара ски, играе футбол, активен турист като своя брат инж. Симеон Недков и снаха си Иванка Карагьозова. Той е един от основателите на организираната спортна дейност в Габрово.
Следва в Техническия университет в Мюнхен /Германия/. По време на ваканциите работи в заводите на „Шкода Верке“ в гр. Пилзен, за да натрупа производствени знания и опит. Посещава допълнително лекции по машинно и строително инженерство. През 1933 г. се дипломира като електроинженер, но приключва следването с многостранни познания.
В Габрово работи една година в Електроцентралата /по Министерско разпореждане/. Започва работа като конструктор във фабриката на баща си. По негова инициатива започва конструиране и произведство на комплексни машини за дълвообработващата и кожарската индустрия. Развитието на памукотекстилната индустрия в Габрово и в България е на много високо ниво. Инж. Цветан Недков конструира и изработва един прототип на памукотъкачен стан – първият български тъкачен стан.
След смъртта на бащата Иван Недков, инж. Цветан Недков поема заедно с брат си инж. Симеон Недков управлението на фабриката, но той ръководи техническия отдел и отговаря за организацията на работа.
Под ръководството на двамата наследници фабриката процъфтява. Наред с огромното разнообразие от произвеждани артикули, редовно конструират и машини за памукотекстилната промишленост.
В личен план инж. Цветан Недков е женен за Цонка Цонева. От брака се раждат две деца – Симеон /1948/ и Кина /1950/.
От 5 февруари 1990 г. вече не е между живите.